# Садик Кан
Садик Аман Кан (енгл. Sadiq Aman Khan; 8. октобар 1970) британски је политичар који обавља функцију градоначелника Лондона од 2016. године.
Његова породица је пореклом из Пакистана. Био је представљен у 100 најутицајнијих људи часописа Time.